# Чайна баба

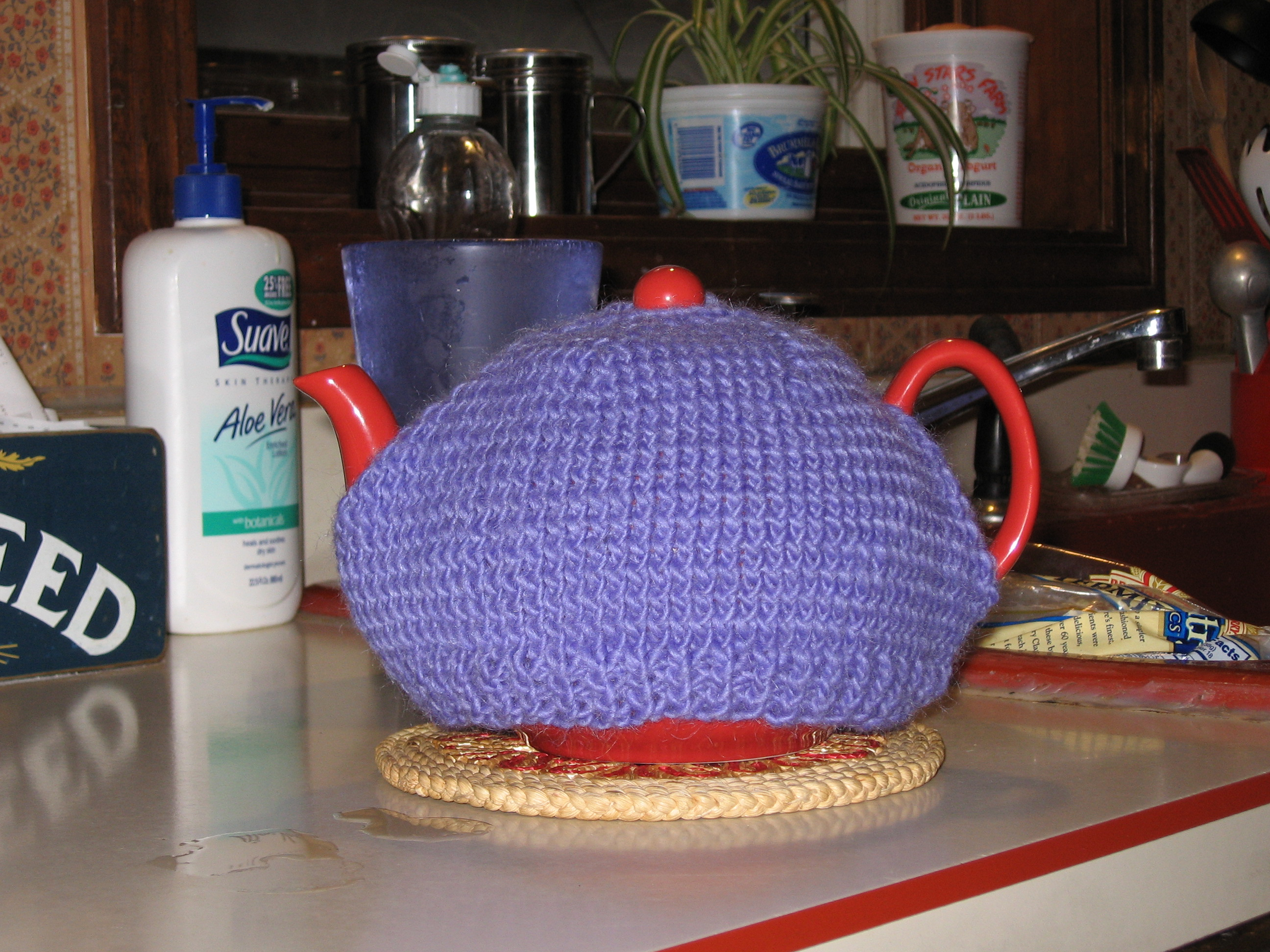
Англійський «чохол» для чайника

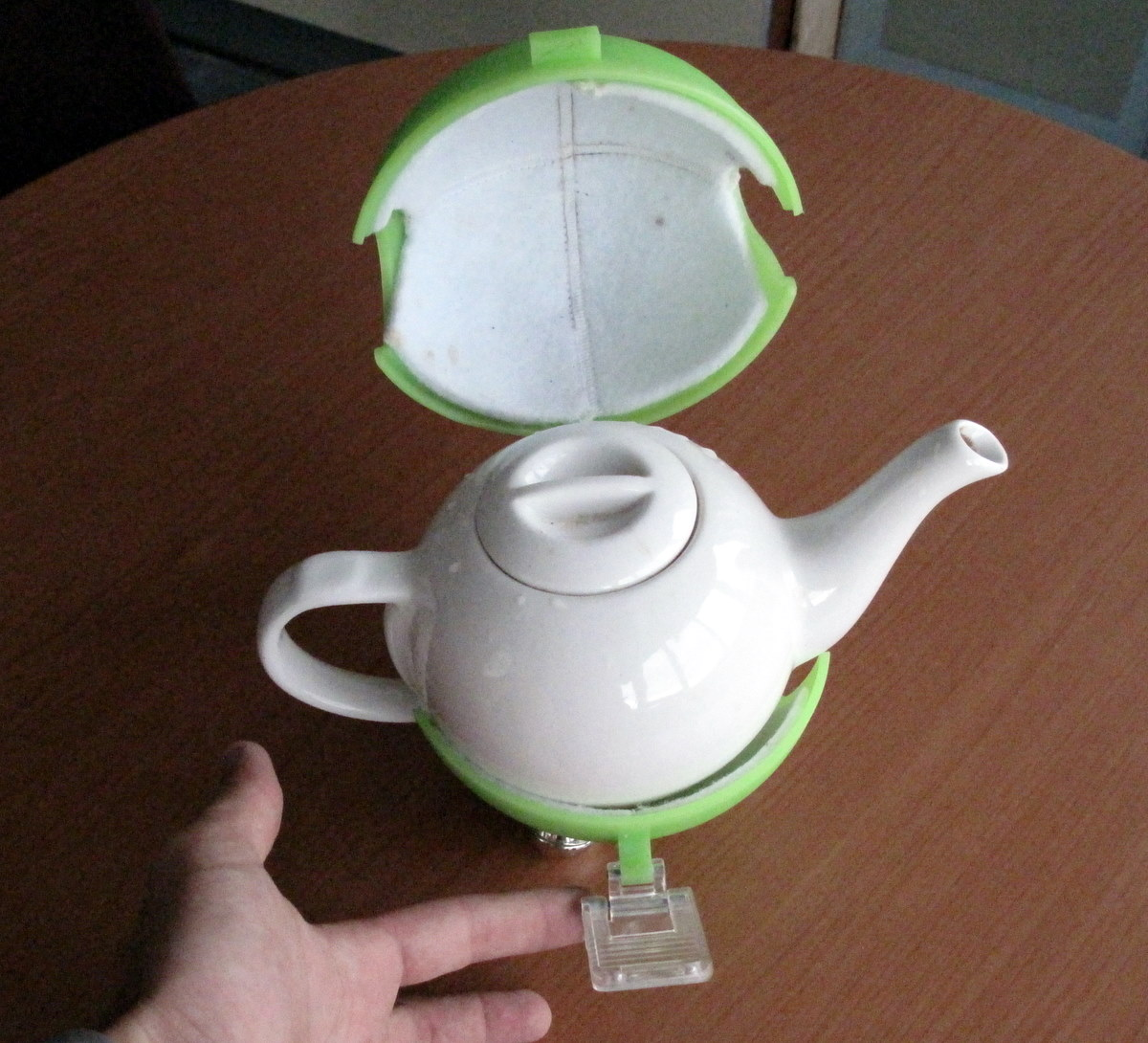
Пластмасовий чохол з термоізоляцією для чайника-заварника

Чайна баба — чохол з вовни або тканини, набитої ватою, що надівається на чайник-заварник для збереження температури чаю. Баби користувалися особливою популярністю в XIX столітті до винаходу термоса. Наразі частіше використовуються як декоративний елемент кухонного інтер'єру.
Назва «чайна баба», або просто «баба» походить від первісної форми насадки — матерчатої ляльки жіночої статі в сарафані. Пізніше з'явилися різні варіанти насадок в формі тварин, казкових героїв та ін. В європейській чайній традиції найпоширеніші баби у формі шапок і чохлів для чайника.

## У культурі
- У книзі «Гаррі Поттер і келих вогню» домовик ельф Доббі використовує бабу у формі шапки як головного убору.